# 罗布藏青饶汪曲
罗布藏青饶汪曲（藏語：བློ་བཟང་མཁྱེན་རབ་དབང་ཕྱུག，威利转写：blo bzang mkhyen rab dbang phyug，1799年?—1872年）藏族，四川打箭炉人，第二世（计追认）德珠活佛。

## 生平
他出生在打箭炉。精通藏传佛教格鲁派经典。清朝咸丰四年（1854年），任十一世达赖荣增师傅。1855年，任第76任甘丹赤巴。担任甘丹赤巴七年后卸任，改任十二世达赖正荣增师傅（即正经师），为十二世达赖传小戒，后来协理事务。夏扎·旺曲杰布出缺后，他奉清朝同治帝旨意，补帮办商上事务，并获清廷赏给诺们罕。同治五年（1866年），因剿平瞻对的工布朗结，赏给呼图克图，并给印信（《松溎奏遵旨掣定诺门罕罗布藏青饶汪曲呼图克图呼毕勒罕摺》作“前充协理商上事务诺们罕罗布藏青饶汪曲，于同治元年因剿办瞻逆案内，仰蒙大皇帝加恩赏加呼图克图名号，并准接辈转世承袭，嗣于十一年九月圆寂。”）。同时，西藏噶厦将如今山南地区隆子县的六座庄园封赏给他，以表彰其功绩，因此而得名“德珠”，并以获赏的庄园附近的扎果寺等六座寺庙为德珠活佛主寺。
同治十一年九月（1872年），罗布藏青饶汪曲圆寂。享年73岁。